# Thomas Graham (generale)
Thomas Graham, 1º barone di Lynedoch (Perthshire, 19 ottobre 1748 – Londra, 18 dicembre 1843) è stato un generale britannico di origine scozzese, noto per i suoi ruoli di comando durante le guerre napoleoniche.
Figlio di un proprietario terriero, Graham inizialmente si dedicò alle attività tipiche di un gentleman della sua epoca, ma dopo essere stato oltraggiato da alcuni funzionari francesi del nuovo governo rivoluzionario nel 1793 decise, alla già avanzata età di 42 anni, di dedicarsi alla carriera militare. Entrato nel British Army con un grado "provvisorio" di tenente colonnello, partecipò agli eventi delle guerre rivoluzionarie francesi combattendo all'assedio di Tolone, alla spedizione di Quiberon e alle operazioni nel mar Mediterraneo.
Aiutante di campo del generale John Moore durante le fasi iniziali della campagna peninsulare, Graham ottenne infine un grado "regolare" nel 1809, quando fu promosso generale. Dopo aver partecipato alla disastrosa spedizione di Walcheren, ottenne un comando indipendente nel sud della Spagna e nel 1811 riportò un importante successo nella battaglia di Barrosa. Fu per questo chiamato in forza all'armata principale del Duca di Wellington, mettendosi in luce come uno dei migliori comandanti di divisione del duca. Le unità di Graham giocarono un ruolo importante nella decisiva battaglia di Vitoria nel 1813 nonché all'assedio di San Sebastián, durante le fasi finali della campagna peninsulare; nel dicembre 1813 Graham comandò il corpo di spedizione britannico sbarcato nei Paesi Bassi, anche se non riportò alcun successo.
Stimato dai colleghi e popolare tra la truppa, dopo la guerra Graham continuò a ricoprire incarichi di prestigio fino alla sua morte nel 1843.

## Biografia

### Primi anni
Thomas Graham nacque nel Perthshire in una famiglia della Gentry scozzese: suo padre, Thomas Græme, era un proprietario terriero che si fregiava del titolo di "Laird di Balgowan", mentre sua madre, Lady Christian Hope, era figlia del primo Marchese di Linlithgow. Unico dei tre figli della coppia a sopravvivere fino all'età adulta, Graham studiò privatamente per poi diplomarsi nel 1766 presso il collegio della Christ Church dell'Università di Oxford. Si dedicò inizialmente all'amministrazione dei propri possedimenti terrieri nel Perthshire nonché ad attività sportive, tentando anche varie volte di essere eletto al Parlamento britannico ma senza successo. Nel 1774 si sposò con Mary Cathcart, figlia di Charles Cathcart, IX Lord Cathcart, generale e diplomatico britannico di origine scozzese; Graham era assolutamente devoto alla moglie, e visto che la salute di Mary era piuttosto cagionevole la coppia trascorse spesso lunghi periodi di soggiorno all'estero presso paesi dal clima più favorevole.
Nel 1792 Graham e la moglie erano in viaggio nel sud della Francia quando la malattia di Mary si aggravò, fino a causarne la morte il 26 giugno presso Hyères. Mentre tentava di far rimpatriare il corpo della moglie, Graham venne fermato a Tolosa da funzionari francesi che cercavano merci di contrabbando: la bara venne aperta e il corpo della moglie venne perquisito, il che provocò un forte shock in Graham. Benché in passato il nobiluomo avesse espresso simpatia per gli ideali della Rivoluzione francese, dopo l'episodio di Tolosa Graham decise di dedicare la vita a combattere gli eccessi del nuovo governo rivoluzionario francese.

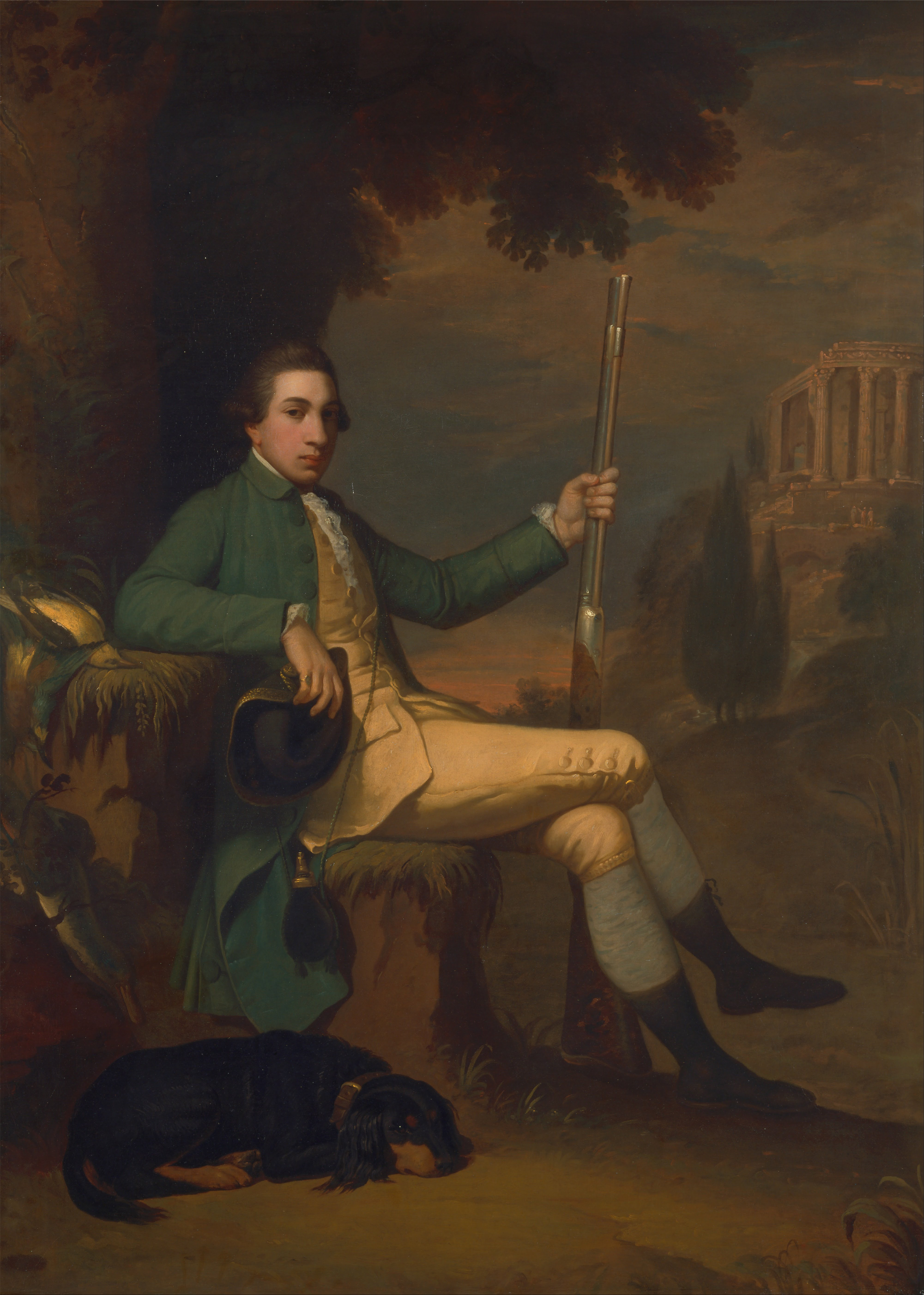
Il giovane Graham in un ritratto del 1769 opera di David Allan

### La carriera militare
Dopo lo scoppio della guerra della prima coalizione e la dichiarazione di guerra della Francia al Regno di Gran Bretagna nel 1793, Graham (di fatto ancora un civile) fu assunto come aiutante di campo non ufficiale di Henry Phipps, I conte di Mulgrave, nominato al comando delle forze britanniche sbarcate a Tolone; Graham fu quindi impegnato negli eventi dell'assedio di Tolone del settembre-dicembre 1793, mettendosi in luce per il suo coraggio personale. Rientrato in patria, all'inizio del 1794 formò e reclutò a proprie spese un reggimento di fanteria, il 90th Regiment of Foot, e il 10 febbraio 1794 ottenne il grado provvisorio di tenente colonnello; sempre nel 1794 fu anche eletto al Parlamento britannico per il distretto del Perthshire.
Alla testa del suo 90th Regiment, Graham combatté nel corso degli eventi dello sbarco a Quiberon del giugno-luglio 1795. Dopo il trasferimento del 90th Regiment a compiti di guarnigione a Gibilterra, nel 1796 Graham ottenne il permesso di recarsi in Italia, dove operò come ufficiale osservatore britannico aggregato alle forze austriache impegnate nella campagna d'Italia; assegnato allo stato maggiore del feldmaresciallo Dagobert Sigmund von Wurmser, rimase con questo assediato a Mantova nel giugno 1796, ma nel dicembre seguente riuscì a fuggire dalla città in pieno inverno per recapitare importanti messaggi al quartier generale austriaco.
Ottenuto il brevetto provvisorio di colonnello nel 1797, Graham servì con il suo 90th Regiment in vari ruoli nel teatro bellico del mar Mediterraneo, prendendo parte alla cattura di Minorca nel novembre 1798 e all'assedio di Malta fino al settembre 1800, e ricoprendo anche l'incarico di governatore di Messina. Dopo la pace di Amiens del 25 marzo 1802 tra Francia e Regno Unito, Graham servì in ruoli di guarnigione in Irlanda tra il 1803 e il 1805, perdendo anche il suo seggio parlamentare nel 1807. Dopo la ripresa delle ostilità tra Francia e Regno Unito, Graham, sempre con il grado di colonnello "provvisorio", fu aggregato allo stato maggiore del generale John Moore come suo aiutante di campo; accompagnò Moore nella sua spedizione nel mar Baltico nel 1808, per poi sbarcare alla fine dell'anno in Spagna con l'armata britannica impegnata nella guerra d'indipendenza spagnola. Graham fu presente alla battaglia di La Coruña il 16 gennaio 1809, nel corso della quale Moore rimase mortalmente ferito; come richiesta personale del morente Moore, Graham ottenne infine la regolarizzazione del suo grado con decorrenza dal 1794, e una conseguente promozione al rango di maggior generale per l'accumulata anzianità di servizio.

### Sotto il comando di Wellington

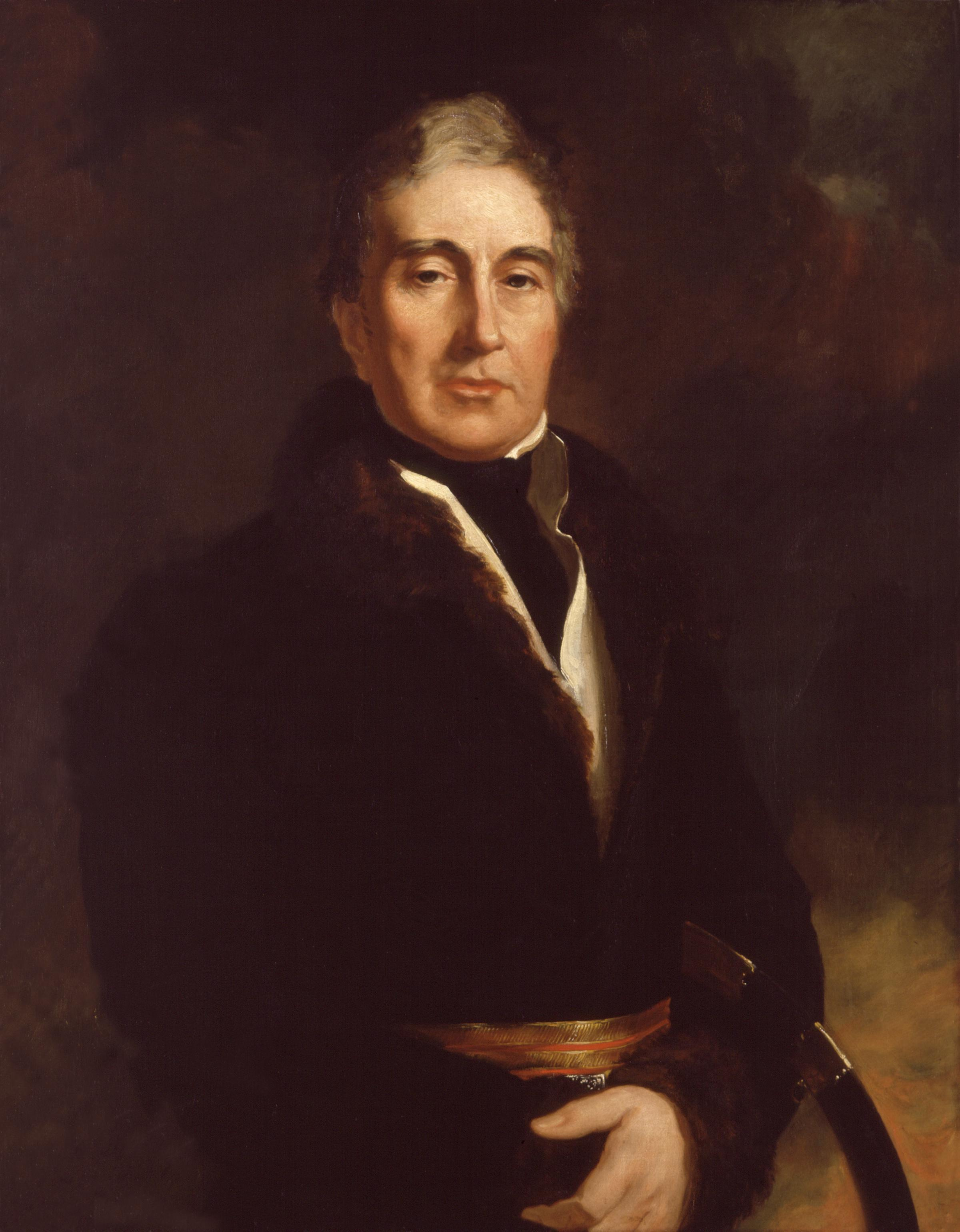
Graham in un ritratto coevo di George Hayter

Messo al comando di una brigata, Graham servì nel corso della sfortunata spedizione di Walcheren tra il luglio e il dicembre 1809, rientrando in patria dopo essere stato colpito da un violento attacco di malaria. Ristabilitosi, nel marzo 1810 ottenne una promozione al grado di tenente generale e il comando delle forze britanniche inviate nel sud della Spagna per sostenere la guarnigione spagnola assediata dai francesi a Cadice; il 5 marzo 1811 Graham sconfisse le forze francesi del maresciallo Claude-Victor Perrin nella battaglia di Barrosa. Questo successo lo mise in luce presso il comandante in capo delle forze britanniche in Spagna, il Duca di Wellington, che nel giugno 1811 lo chiamò in servizio presso l'armata principale in Portogallo dandogli il comando della 1ª Divisione; Graham fece parte del ristretto gruppo di ufficiali superiori espressamente richiesti da Wellington per ruoli di alto comando nella sua armata.
Creato cavaliere dell'Ordine del Bagno nel marzo 1812, partecipò all'assedio di Ciudad Rodrigo e comandò le forze di copertura nel seguente assedio di Badajoz; colpito da un'infezione agli occhi, nel luglio 1812 dovette lasciare l'armata per rientrare in Inghilterra, mancando per dodici giorni la partecipazione alla decisiva vittoria di Wellington nella battaglia di Salamanca. Graham tornò in Spagna all'inizio del 1813 dove riprese il comando della 1ª Divisione dell'armata di Wellington; alla testa di un corpo d'armata provvisorio composto dalla sua 1ª Divisione, dalla 5ª Divisione del generale James Leith e da due brigate portoghesi, Graham giocò un ruolo importante nella battaglia di Vitoria il 21 giugno 1813, scontro che decretò in pratica la fine del dominio francese sulla Spagna. A partire dal luglio seguente Graham guidò l'assedio di San Sebastián, ottenendo infine la capitolazione della piazzaforte l'8 settembre; Graham comandò quindi l'ala sinistra dell'armata di Wellington durante la sua invasione della Francia sud-occidentale, ma i suoi persistenti problemi agli occhi e un peggioramento generale delle condizioni di salute lo obbligarono a lasciare il comando e rientrare in Inghilterra.
Graham tornò in azione all'inizio del dicembre 1813, quando fu messo alla guida di un corpo di spedizione britannico sbarcato nei Paesi Bassi in appoggio alle forze della Sesta coalizione. L'incarico non gli portò successo: il suo tentativo di assediare Anversa in congiunzione con le forze prussiane fu un completo fallimento, mentre l'8 marzo 1814 Graham subì una pesante sconfitta quando tentò di prendere d'assalto la fortezza di Bergen op Zoom tenuta dai francesi. Questi insuccessi non inficiarono una pur brillante carriera militare, e dopo la conclusione delle ostilità con la Francia nel maggio 1814 Graham fu insignito del titolo nobiliare di barone di Lynedoch; in seguito fu insignito dell'onorificenza di cavaliere di gran croce dell'Ordine del Bagno nel 1815 e di cavaliere di gran croce dell'Ordine di San Michele e San Giorgio nel 1837.

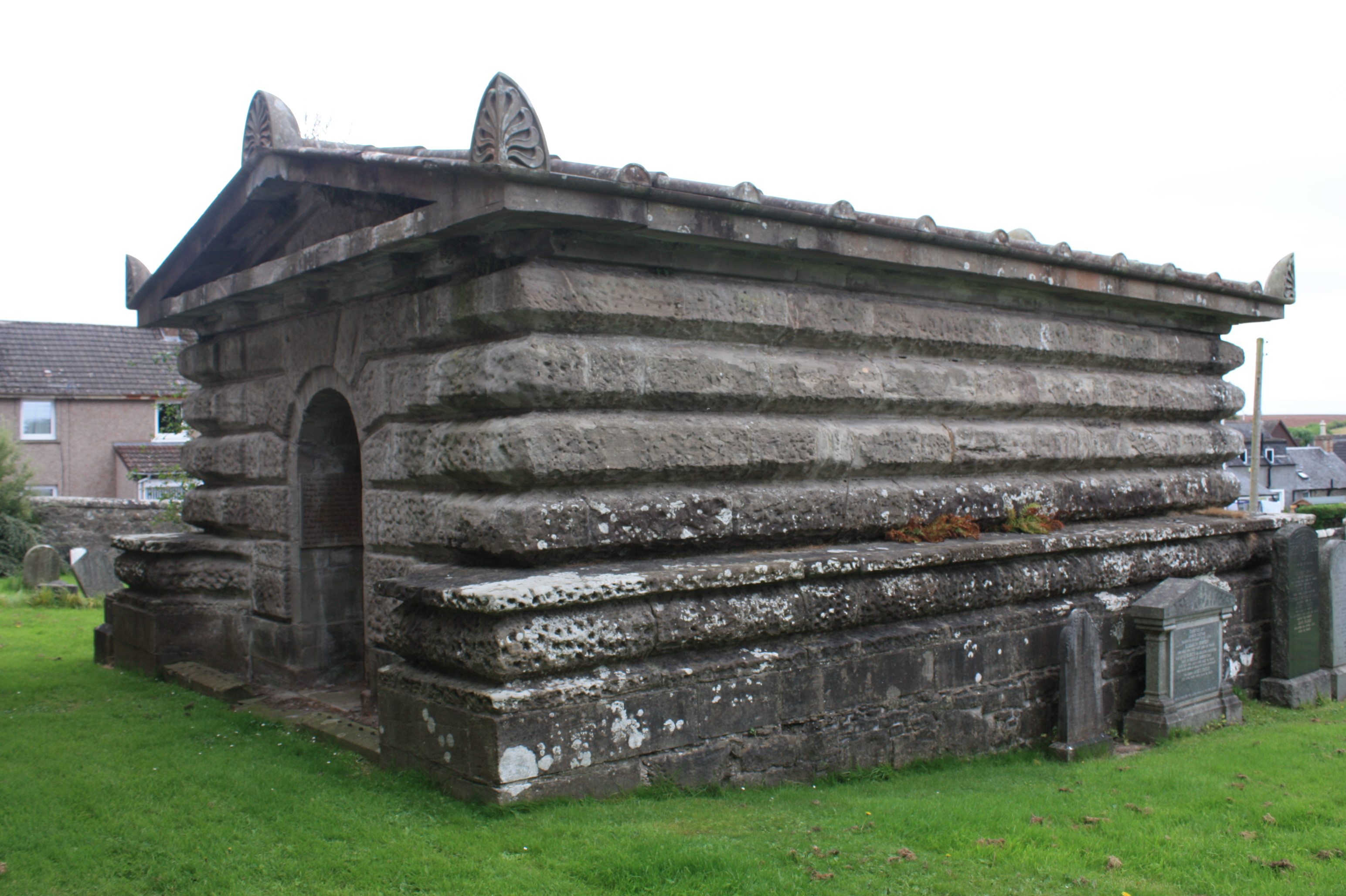
Il masuoleo nel cimitero parrocchiale di Methven in cui riposano le spoglie di Thomas Graham e della moglie Mary

### Ultimi anni e morte
Graham non giocò alcun ruolo nella campagna di Waterloo, ma nel 1821 ottenne la promozione al grado di generale. Ufficiale rispettato da tutti e molto popolare nei ranghi, fu il fondatore nel 1815 dello United Service Club a Londra, un club per gentiluomini riservato agli alti ufficiali del British Army. Pur dedicandosi principalmente all'amministrazione delle sue proprietà terriere, allo sport e alla politica, anche in tarda età Graham continuò a ricoprire l'incarico di colonnello onorario di svariati reggimenti dell'eserciti britannico: il 58th (Rutlandshire) Regiment of Foot dal 1823 al 1826, il 14th Regiment of Foot dal 1826 al 1834, e il prestigioso 1st Regiment of Foot (Royal Scots) dal 1834 al 1843.
Thomas Graham morì nella sua casa di Londra il 18 dicembre 1843, all'età di 95 anni, dopo una breve malattia. Il suo corpo fu seppellito accanto a quello della moglie Mary, in un piccolo mausoleo appositamente progettato nel cimitero della chiesa di Methven in Scozia.